# Da Da Dam
Da Da Dam är en låt komponerad av den finlandssvenska singer-songwritern Paradise Oskar. Låten representerade Finland i Eurovision Song Contest 2011 i Düsseldorf, Tyskland, framförd av Paradise Oskar själv. Låten vann Marcel Bezençon Press Award som röstades fram av media och press.
Sångtexten skildrar miljöfrågorna ur ett barns perspektiv.

### Fotnoter
1. ↑  Busa, Alexandru (12 februari 2011). ”Finland sends Paradise Oskar to Dusseldorf”. ESCToday. Arkiverad från originalet den 14 februari 2011. https://web.archive.org/web/20110214202759/http://www.esctoday.com/news/read/16747. (engelska)
2. ↑  Eva Frantz (24 februari 2016). ”Pojken och jordklotet” (på svenska). Svenska Yle. https://svenska.yle.fi/artikel/2016/02/24/paradise-oskar-pojken-och-jordklotet. Läst 16 juli 2019.